# Шведски потоп
Шведският потоп (на полски: Potop Szwedzki) е нашествие на Швеция, което опустошава Жечпосполита (Великото полско-литовско княжество) в средата на 17 век и причинява огромни загуби за страната.
В източните земи на Жечпосполита, в които е разпространен рутенски език, е нанесен голям удар на поляците с полско-шведската война от 1655 – 1657 г. и веднага след това започва след надигане на украинците, които нанасят щети на поляците, живеещи в Западна Украйна.
Полша е обезкървена след Берестчетската битка, а също и поради нейните вътрешни сблъсъци между етническите групи, както и между социалните класове. Като се възползва от слабостта на държавата, шведският крал Карл X решава да покори Полша, за да се отърве от противника в борбата за балтийските страни. През 1630 г. шведската армия се стоварва на територията на днешна Германия, в която са изгорени 20 хиляди градове и села, преди нахлуването си в Полша, където поради глад и лишения са убити почти половината от поляците. Общо за периода на наводненията от кървави войни, от глад и болести Жечпосполита загубва около 4 милиона души.